# HNoMS Uredd (P41)
«Уредд» (англ. HNoMS Uredd (P41) — британський підводний човен типу «U», третя серія, що перебував у складі Королівського військово-морського флоту Великої Британії, а згодом Королівських ВМС Норвегії у роки Другої світової війни.
ПЧ «Уредд» був закладений 15 жовтня 1940 року на верфі компанії Vickers-Armstrongs у Барроу-ін-Фернесі для британського флоту, як HMS P41. 24 серпня 1941 року він був спущений на воду, а 7 грудня 1941 року увійшов до складу Королівських ВМС Норвегії.

## Історія служби
Підводний човен з грудня 1941 року проходив службу у складі норвезьких військово-морських сил, здебільшого виконував завдання як патрульне судно біля узбережжя окупованої нацистами Норвегії. Загалом здійснив сім успішних місій для Королівського флоту Норвегії, потопивши кілька німецьких суден.

#### 1942
29 квітня 1942 року «Уредд» вийшов у супровід конвою PQ 15, що йшов до Росії під командуванням адмірала Д.Тові.